# بیلی سیلتو
بیلی سیلتو (انگلیسی: Billy Silto؛ زادهٔ ۱ مهٔ ۱۸۸۳) بازیکن فوتبال اهل بریتانیا است.
از باشگاه‌هایی که در آن بازی کرده‌است می‌توان به باشگاه فوتبال بارنزلی، باشگاه فوتبال آرسنال، و باشگاه فوتبال سوئیندون تاون اشاره کرد.